# 黄州 (南梁)
黄州，是南北朝的州。
梁武帝大同元年（535年），在安平县（今广西防城港市东兴市）置黄州，下辖宁海郡（治安平县）。宁海郡下辖安平县、海平县、玉山县。辖境约当今广西壮族自治区防城港市地。南陈沿置，开皇九年（589年）隋朝灭陈，黄州改为玉州，废除宁海郡，安平县、海平县、玉山县直属玉州。大业元年（605年）废除玉州，地入钦州。